# حمله به تایتان (مجموعه تلویزیونی)
حمله به تایتان (به ژاپنی: 進撃の巨人؛ به هپبورن: Shingeki no Kyojin؛ به انگلیسی: Attack on Titan‎)، که با عنوان اتک آن تایتان شناخته می‌شود، یک مجموعه تلویزیونی انیمه ژاپنی است که با الهام از مانگایی به همین نام اثر هاجیمه ایسایاما ساخته شده‌است. این مجموعه ابتدا در ۷ آوریل ۲۰۱۳ (‎۱۸ فروردین ۱۳۹۲) در ماینیچی برودکاستینگ سیستم شروع شد و تا ۲۸ سپتامبر ۲۰۱۳ به طول انجامید. فصل چهارم انیمه با نام «حمله به تایتان: فصل پایانی» منتشر شده‌است. پارت سوم فصل پایانی که شامل ۱ قسمت بود در تاریخ ۱۳ اسفند ۱۴۰۱ پخش شد. آخرین قسمت این مجموعه یعنی قسمت چهارم فصل ۴ در تاریخ ۴ نوامبر (۱۳ آبان ۱۴۰۲) پخش شد.

## داستان
۱۰۰ سال پیش از شروع داستان با ظهور تایتان‌ها (به انگلیسی: Titans) بشریت مجبور شد برای ادامه حیات به زندگی قرون‌وسطایی در درون دیوارهایی بلند روی بیاورد. کمترین ارتفاع این دیوارها ۵۰ متر و بلندترین تایتان قدی حدود ۱۵ متر دارد. در نتیجه می‌توان گفت بشریت از شر حملات تایتان‌ها در امان است تا اینکه در سال ۸۴۵ دو تایتان با نام‌های «تایتان عظیم‌الجثه» (به انگلیسی: Colossus Titan) و «تایتان زره‌پوش» (به انگلیسی: Armored Titan) ظاهر می‌شوند. تایتان عظیم‌الجثه ارتفاعی نزدیک به ۶۰ متر داشته و همچنین تایتان زره پوش باعث شکسته شدن دیوار «ماریا» می‌شود و همان‌طور که آرمین آرلرت (Armin Arlert) تصور می‌کرد بشریت متوجه می‌شود که دیوارها نمی‌توانند به‌صورت همیشگی مانع حمله تایتان‌ها شوند. پس از آن که تایتان‌ها دیوار ماریا (به انگلیسی: Maria) را تخریب و به شهر شیگانشینا (به انگلیسی: Shiganshina) نفوذ کردند، تایتانی، مادر ارن یگر (به انگلیسی: Eren Jaeger) را می‌کشد. ارن قسم می‌خورد که انتقام انسان‌ها را از تایتان‌ها بگیرد. وی به همراه دوستانش آرمین آرلرت و میکاسا آکرمن (به انگلیسی: Mikasa Ackerman) به بخش ارتش ملحق می‌شوند تا پس از گذراندن دوره آموزشی به هنگ اکتشاف (به انگلیسی: Survey Corps) ملحق شوند و برای دفاع از دیوار بعدی خود را آماده کنند.

## عناصر داستان

### تایتان‌ها
تایتان‌ها (به انگلیسی: Titans) و (به ژاپنی: 巨人 Kyojin) غول‌هایی هستند که ظاهری بسیار شبیه به انسانها دارند با این تفاوت که به دلیل عدم برخورداری از آلات تناسلی و همچنین اندام دفع گوارش، فاقد قدرت گوارش و تولید مثل هستند. بیشتر تایتان‌ها جنسیت مرد دارند با این‌حال تایتان‌های زن نیز دیده شده‌اند. مردم داخل دیوار آموخته بودند که ۱۰۷ سال قبل از سال ۸۵۰ تایتان‌ها ظاهر شدند و بشریت را به سرعت در معرض نابودی قراردادند. بعدها در انیمه مشخص می‌شود که آنها نزدیک به ۲۰۰۰ سال قبل وجود داشته‌اند که به دلیل لوث شدن داستان از ذکر آن موارد خودداری شده‌است. نام تایتان از اساطیر یونانی برگرفته شده‌است. حمله به تایتان بیشترین اثرپذیری را از یوتون یکی از معروف‌ترین اساطیر اسکاندیناوی داشته‌است. هر دو افسانه «تایتان» و «یوتون» از موجودی بنام یمیر به‌وجود آمده‌اند. در قسمت ۹۶ مانگا حمله به تایتان، چندین شخصیت تایتان با اقتباس از شخصیت‌های سریال بازی تاج‌وتخت طراحی شده‌اند.

#### دسته‌بندی تایتان‌ها
تایتان‌ها از لحاظ اندازه و توانایی‌هایشان دسته‌بندی می‌شوند. در جدول زیر سعی شده به‌صورت خلاصه این دسته‌بندی توضیح داده شود:
| نوع                          | توضیحات |
| ---------------------------- | --- |
| تایتان عادی (خالص)           | اکثر قریب به اتفاق تایتان‌ها از این نوع هستند. این تایتان‌ها در ارتفاع‌های ۲، ۵، ۷ و ۱۵ وجود دارند. بجز یک مورد خاص، سایرین قدرت تکلم ندارند و تنها ماهیت مشترک آنها بی‌فکر بودن آنهاست.                                                                        |
| تایتان غیرعادی               | تایتان‌های خالصی که رفتار هوشمند و غیرطبیعی دارند در این نوع، دسته‌بندی خواهند شد. |
| تایتان هوشمند (تایتان شیفتر) | «تایتان هوشمند»، «تایتان Shifter» یا «منتقل شونده» و همچنین «نه تایتان» از اسامی این تایتان‌ها است. در حقیقت انسانهایی وجود دارند که قدرت ارادی تبدیل شدن به تایتان را دارا هستند. بعضی از آنها توانایی صحبت کردن دارند و نسبت به محیط خود کاملاً آگاه هستند. |

##### تایتان‌های هوشمند
تایتان هوشمند، تایتان شیفتر (منتقل شونده) و همچنین ۹ تایتان از اسامی این نوع از تایتان‌ها است. مردم «الدیا» یا «الدیایی‌ها» با تزریق مایع نخاعی تایتان‌ها به تایتان تبدیل می‌شوند. حال، علت انتخاب نام «تایتان منتقل شونده» این است که اگر شخصی که اصالت «الدیایی» دارد با استفاده از تزریق نخاع یک تایتان به بدن او به تایتان تبدیل شود و یک تایتان هوشمند را ببلعد، تمامی قدرت تایتان هوشمند به او منتقل خواهد شد. دلیل اینکه همه تایتان‌های عادی به دنبال خوردن افراد هستند همین است. آنها امید دارند که شاید با خوردن فردی که دارای قدرت تایتان هوشمند است، قدرت وی را تصاحب کنند. تایتان‌های هوشمند فقط ۹ مورد هستند که عبارتند از:
1. تایتان بنیان‌گذار (مادر)
2. تایتان حمله‌کننده (مبارز)
3. تایتان زره پوش (راینر)
4. تایتان غول‌آسا [برتولت]
5. تایتان آرواره
6. تایتان حیوان (وحشی)
7. تایتان زن (انی)
8. تایتان چکش جنگی (پتک)
9. تایتان ارابه (بارکش)

#### رفتار
تایتان‌ها که در این بخش منظور همان «تایتان‌های عادی یا خالص» است، هیچ علاقه ای به گونه‌های غیرانسانی نشان نمی‌دهند. آنها با حیوانات یا گیاهان و درختان هیچ تعاملی نداشته و صرفاً به‌دنبال بلعیدن انسانها هستند. تایتان‌ها از نور خورشید انرژی می‌گیرند و پس از زخمی شدن، عضو آسیب دیده آنها سریعاً شروع به بخار کردن و ترمیم می‌کند. تنها راه کشتن آنها ضربه زدن و قطع کردن گردن آنها از پشت است. شب هنگام استراحت می‌کنند و حرکت بسیار کندی دارند. نداشتن اندام دفع گوارش موجب می‌شود تا پس از بلعیدن انسانها، پس از مدتی آنها را پس بزنند و همچنین نداشتن اندام تناسلی باعث عدم توانایی تولید مثل آنها می‌شود. فقط چند مورد خاص از تایتان‌ها توانایی تکلم دارند.

### ارتش
نیروهای ارتش به چهار دسته زیر تقسیم می‌شوند:
- نیروهای آموزشی (سرباز)
- هنگ اکتشاف (گروه شناسایی)
- پلیس نظامی (پادگان یا کشیک)
- ژاندارمری (پلیس داخلی)

#### نیروهای آموزشی
نیروهای آموزشی (به انگلیسی: Cadet Corps) شامل نیروهایی است که بعد از اتمام دوره آموزشی باید به یکی از سه نیروی دیگر (هنگ اکتشاف، پلیس نظامی یا ژاندارمری) ملحق شوند. فرمانده این نیروها «کیث سادیز» است. تا به حال ۱۰۴ دوره آموزشی برگزار شده که اعضای اصلی داستان جزء همین دسته آموزشی هستند. در زیر لیست نفرات ممتاز این دوره آموزشی ذکر شده‌است:
- نفر اول: میکاسا آکرمن
- نفر دوم: راینر براون
- نفر سوم: برتولت هوور
- نفر چهارم: آنی لئون‌هارت
- نفر پنجم: ارن یگر
- نفر ششم: ژان کریسشتاین
- نفر هفتم: مارکو بودت
- نفر هشتم: کنی اسپرینگر
- نفر نهم: ساشا براوس
- نفر دهم: کریستا لنز

#### هنگ اکتشاف
هنگ اکتشاف (به انگلیسی: Scout Regiment) نیروهای اعزامی هستند که در منطقه تایتان‌ها در بیرون از دیوارها با آن‌ها می‌جنگند. هدف اصلی مأموریت‌های این لشکر، شناخت سرچشمه پیدایش تایتان‌ها، انگیزه آنها، نقاط ضعف و در کل هر اطلاعات دیگری که به مبارزه انسان‌ها علیه آن‌ها کمک کند. پس از سقوط دیوار ماریا، یکی از اهداف مهم آن‌ها بازپس‌گیری دوباره این دیوار شد. نیروهای این لشکر از شجاع‌ترین، زبده‌ترین و باانگیزه‌ترین نیروهای مبارز در میان انسان‌ها هستند. نشان این لشکر دو بال سیاه و سفید همپوشان است که آن را بال‌های آزادی (Wings of Freedom) می‌نامند چرا که هدف این لشکر آزادی انسان‌ها از چنگال تایتان‌هاست. فرمانده این نیروها «اروین اسمیت» است آنها همیشه برای فدای جان خود و جستجو و تحقیق در بیرون دیوارها هستند.

#### ژاندارمری (پلیس داخلی)
ژاندارمری (به انگلیسی: Garrison Regiment) نیروهای محافظ پادشاه هستند، که نماد آن‌ها مانند یک اسب تک‌شاخ است. زندگی آن‌ها در آسایش و رفاه است و تقریباً هیچ خطر آن‌ها را تهدید نمی‌کند. فساد در این نیروها بسیار زیاد است و آرزوی همه نیروهای آموزشی این است که پس از اتمام دوره آموزشی به ژاندارمری ملحق شوند اما فقط ده نفر برتر دوره آموزشی می‌توانند به نیروهای ژاندارمری بپیوندند. فرمانده این نیروها «نیل داوک» است.

#### پلیس نظامی (پادگان- کشیک)
پلیس نظامی (به انگلیسی: Military Police Regiment) متشکل از نیروهایی است که وظیفه گشت‌زنی داخل دیوارها، تعمیر و مراقبت از دیوارها را برعهده دارند. فرمانده آن‌ها «دات پیکسیس» است. پلیس نظامی در مجموع ۳۰٬۰۰۰ سرباز در اختیار دارد که این بیشترین تعداد نفرات ارتش است. نیروهای پلیس نظامی بر اساس تعداد نفرات به سه دسته تقسیم می‌شوند:
- گردان (به انگلیسی: Regiments) با دارا بودن ۱۰۰۰ سرباز، کمترین نفرات پادگان را دارد.
- هنگ یا تیپ (به انگلیسی: Brigades) که شامل ۲۰۰۰ تا ۳۰۰۰ سرباز یا ۲–۳ گردان است.
- لشکر (به انگلیسی: Divisions) که شامل ۴۰۰۰ تا ۶۰۰۰ سرباز یا ۲ هنگ است و بیشترین نفرات پادگان را داراست.

پلیس نظامی همچنین یک سپاه مهندسی دارد که وظیفه تأمین گاز کپسول‌ها، تأمین مهمات و پشتیبانی سایر ادوات را برعهده دارند عضوگیری این مجموعه بر اساس ۱۰ نفر اول و برتر پادگان

### دیوارها
۱۰۰ سال پیش از شروع داستان با ظهور تایتان‌ها بشریت مجبور شد برای ادامه حیات به زندگی قرون‌وسطایی در درون دیوارهایی بلند روی بیاورد. سه دیوار به ترتیب با نام‌های
- دیوار ماریا (بیرونی‌ترین دیوار)
- دیوار رز (دیوار میانی)
- دیوار سینا (داخلی‌ترین دیوار)

از بشریت محافظت می‌کنند. این دیوارها به صورت سه دایره متحدالمرکز هستند که بر اساس اطلاعات منتشر شده کمترین ارتفاع آنها ۵۰ متر است. این در حالی است که تایتان‌ها در سه دسته
- تایتان‌های ۵ متری
- تایتان‌های ۷ متری
- تایتان‌های ۱۵ متری

وجود دارند؛ بنابراین تا اینجا ارتفاع دیوارها مانع از حمله تایتان‌ها به مردم خواهد شد. تا اینکه در سال ۸۴۵ دو تایتان با نام‌های تایتان عظیم‌الجثه و تایتان زره‌پوش ظاهر می‌شوند. تایتان عظیم‌الجثه ارتفاعی نزدیک به ۶۰ متر داشته و همچنین تایتان زره پوش باعث شکسته شدن دیوار «ماریا» می‌شود و همان‌طور که آرمین آرلرت تصور می‌کرد بشریت متوجه می‌شود که دیوارها نمی‌توانند به‌صورت همیشگی مانع حمله تایتان‌ها شوند.

#### دیوار ماریا
دیوار ماریا (به انگلیسی: Maria) بیرونی‌ترین دیوار از بخش مرکزی است. بین دیوار ماریا و دیوار رز ۱۰۰ کیلومتر فاصله وجود دارد. در این صورت بین دیوار ماریا و دیوار سینا ۲۴۰ کیلومتر فاصله و از دیوار ماریا تا بخش مرکزی ۴۸۰ کیلومتر فاصله است. ارتفاع دیوار ماریا ۵۰ متر است.

#### دیوار رز
دیوار رز (به انگلیسی: Rose) میانی که بین دیوار ماریا و دیوار سینا واقع شده‌است، رز نام دارد. فاصله بین دیوار رز و دیوار سینا ۱۳۰ کیلومتر است. در این صورت بین دیوار رز و بخش مرکزی ۳۸۰ کیلومتر فاصله است. همچنین «رز» نام رمز عملیات مخفیانه آلمان شرقی برای ساخت دیوار برلین بود.

#### دیوار سینا
دیوار سینا (به انگلیسی: Sina) داخلی‌ترین دیوار است که از بخش مرکزی ۲۵۰ کیلومتر فاصله دارد.
| نام دیوار     | مناطق شناخته شده | توضیحات |
| ------------- | --- | --- |
| ماریا (Maria) | بخش جنوبی: - شیگانشینا (Shiganshina) | دیوار ماریا بیرونی‌ترین دیوار پادشاهی بشر است. همانند سایر دیوارها ۵۰ متر ارتفاع دارد. در سال ۸۴۵ «تایتان عظیم‌الجثه» و «تایتان زره‌پوش» به آن نفوذ کردند. ۶ سال بعد در سال ۸۵۱ حفره به‌وجود آمده را «ارن یگر» بازسازی کرد. |
| رز (Rose)     | بخش شمالی: - اتوپیا (Utopia) بخش شرقی: - کارانِس (Karanes) بخش جنوبی: - تروست (Trost) بخش غربی: - کرولا (Krolva)                                                         | «تایتان عظیم‌الجثه» به دیوار رز، دیوار میانی، در سال ۸۵۰ نفوذ کرد. بعدها «ارن یگر» و با حمایت ارتش حفره به‌وجود آمده را با سنگ عظیمی پوشاند.                                                                              |
| سینا (Sina)   | بخش شمالی: - اورود (Orvud) بخش شرقی: - استوهس (Stohess) بخش جنوبی: - اهرمیچ (Ehrmich) بخش غربی: - یارکل (Yarckel) بخش داخلی: - میتراس (Mitras) - آندرگرند (Underground) | دیوار سینا داخلی‌ترین دیوار بشریت است. برای محافظت از پادشاه و خانواده‌های اشراف ایجاد شده. نیروی نظامی «پلیس نظامی» زیر نظر پادشاه شهرهای واقع در دیوار سینا را محافظت می‌کنند.                                           |

| نام دیوار     | فاصله از دیوار ماریا | فاصله از دیوار رز | فاصله از دیوار سینا | ارتفاع  | شعاع        | قطر         | محیط          | مساحت           |
| ------------- | -------------------- | ----------------- | ------------------- | ------- | ----------- | ----------- | ------------- | --------------- |
| ماریا (Maria) | *                    | ۱۰۰ کیلومتر       | ۲۴۰ کیلومتر         | ۵۰ متر  | ۴۸۰ کیلومتر | ۹۶۰ کیلومتر | ۳٬۰۱۵ کیلومتر | ۷۲۳٬۸۲۲ کیلومتر |
| رز (Rose)     | ۱۰۰ کیلومتر          | *                 | ۱۳۰ کیلومتر         | نامعلوم | ۳۸۰ کیلومتر | ۷۶۰ کیلومتر | ۲٬۳۸۷ کیلومتر | ۴۵۳٬۶۴۵ کیلومتر |
| سینا (Sina)   | ۲۴۰ کیلومتر          | ۱۳۰ کیلومتر       | *                   | نامعلوم | ۲۵۰ کیلومتر | ۵۰۰ کیلومتر | ۱٬۵۷۰ کیلومتر | ۱۹۶٬۳۴۹ کیلومتر |

## پخش

### فصل اول
پخش فصل اول مجموعه انیمه تلویزیونی آن به کارگردانی تتسورو آراکی و به تعداد ۲۵ قسمت از ۶ آوریل ۲۰۱۳ برابر تا ۲۸ سپتامبر همان سال در شبکه ماینیچی برودکاستینگ سیستم به طول انجامید.

#### جدول قسمت‌های فصل اول
| شماره کلی قسمت | شماره قسمت در فصل اول | عنوان                                                  | کارگردان                                                      | نویسنده         | تاریخ انتشار نسخه اصلی |
| -------------- | --------------------- | ------------------------------------------------------ | ------------------------------------------------------------- | --------------- | ---------------------- |
| ۱              | ۱                     | خطاب به شما در ۲۰۰۰ هزار سال بعد: سقوط شیگانشینا بخش ۱ | هیرویوکی تاناکا، تتسورو آراکی                                 | یاسوکو کوبایاشی | آپریل ۷، ۲۰۱۳          |
| ۲              | ۲                     | آن روز: سقوط شیگانشینا بخش ۲                           | ماساشی کوییزوکا                                               | یاسوکو کوبایاشی | آپریل ۱۴، ۲۰۱۳         |
| ۳              | ۳                     | سوسوی نوری در نومیدی: بشر دوباره برمی‌خیزد بخش ۱        | کیوشوی فوکوموتو                                               | هیروشی سکو      | آپریل ۲۱، ۲۰۱۳         |
| ۴              | ۴                     | شب مراسم فارغ‌التحصیلی: بشر دوباره برمی‌خیزد بخش ۲       | ماکوتو بسشو                                                   | یاسوکو کوبایاشی | آپریل ۲۸، ۲۰۱۳         |
| ۵              | ۵                     | اولین نبرد: نبرد برای «تراست» بخش ۱                    | شینپای ازاکی                                                  | هیروشی سکو      | مه ۵، ۲۰۱۳             |
| ۶              | ۶                     | دنیایی که دختر دید: نبرد برای «تراست» بخش ۲            | تومومی ایکدا                                                  | هیروشی سکو      | مه ۱۲، ۲۰۱۳            |
| ۷              | ۷                     | شمشیر کوتاه: نبرد برای «تراست» بخش ۳                   | یوزورو تاچیکاوا                                               | هیروشی سکو      | مه ۱۹، ۲۰۱۳            |
| ۸              | ۸                     | می‌توانم ضربان قلبش را بشنوم: نبرد برای «تراست» بخش ۴   | ساتونوبو کیکوچی، شینپای ازاکی، تاتسوما مینامیکاوا             | نوبورو تاکاگی   | مه ۲۶، ۲۰۱۳            |
| ۹              | ۹                     | محل دست چپش: نبرد برای «تراست» بخش ۵                   | یوشیوکی فوجیوارا                                              | یاسوکو کوبایاشی | ژوئیه ۲، ۲۰۱۳          |
| ۱۰             | ۱۰                    | پاسخ: نبرد برای «تراست» بخش ۶                          | هیرویوکی تاناکا                                               | هیروشی سکو      | ژوئیه ۹، ۲۰۱۳          |
| ۱۱             | ۱۱                    | بت: نبرد برای «تراست» بخش ۷                            | کیوشوی فوکوموتو                                               | هیروشی سکو      | ژوئیه ۱۶، ۲۰۱۳         |
| ۱۲             | ۱۲                    | جراحت: نبرد برای «تراست» بخش ۸                         | شینتارو ایتوگا                                                | نوبورو تاکاگی   | ژوئیه ۲۳، ۲۰۱۳         |
| ۱۳             | ۱۳                    | خوی حیوانی: نبرد برای «تراست» بخش ۹                    | ماساشی کوییزوکا                                               | نوبورو تاکاگی   | ژوئیه ۳۰، ۲۰۱۳         |
| ۱۳/۵           | ۱۳/۵                  | از آن روز                                              | هیرویوکی تاناکا                                               | -               | ژوئیه ۷، ۲۰۱۳          |
| ۱۴             | ۱۴                    | هنوز نمی‌شود به چشمانش نگاه کرد: قبل از ضدحمله بخش ۱    | کایسوکه اونیشی، شینپای ازاکی                                  | یاسوکو کوبایاشی | ژوئیه ۱۴، ۲۰۱۳         |
| ۱۵             | ۱۵                    | نیروی ویژه هنگ اکتشاف: قبل از ضدحمله بخش ۲             | کیوشوی فوکوموتو                                               | هیروشی سکو      | ژوئیه ۲۱، ۲۰۱۳         |
| ۱۶             | ۱۶                    | حال چه باید کرد: قبل از ضدحمله بخش ۳                   | کایسوکه اونیشی، یاسوشی مورویا                                 | یاسوکو کوبایاشی | ژوئیه ۲۸، ۲۰۱۳         |
| ۱۷             | ۱۷                    | تایتان زن: ۵۷امین گشت بیرون دیوارها بخش ۱              | دایسوکه توکودو، ماساشی کوییزوکا                               | هیروشی سکو      | اوت ۴، ۲۰۱۳            |
| ۱۸             | ۱۸                    | جنگل درختان غول‌پیکر: ۵۷امین گشت بیرون دیوارها بخش ۲    | هیرویوکی تاناکا، شین واکابایاشی                               | هیروشی سکو      | اوت ۱۱، ۲۰۱۳           |
| ۱۹             | ۱۹                    | گزش: ۵۷امین گشت بیرون دیوارها بخش ۳                    | کیوشوی فوکوموتو، تومومی ایکدا                                 | نوبورو تاکاگی   | اوت ۱۸، ۲۰۱۳           |
| ۲۰             | ۲۰                    | اروین اسمیت: ۵۷امین گشت بیرون دیوارها بخش ۴            | شینتارو ایتوگا                                                | یاسوکو کوبایاشی | اوت ۲۵، ۲۰۱۳           |
| ۲۱             | ۲۱                    | ضربه خردکننده: ۵۷امین گشت بیرون دیوارها بخش ۵          | هیرویوکی تاناکا، یاسوشی مورویا                                | نوبورو تاکاگی   | سپتامبر ۱، ۲۰۱۳        |
| ۲۲             | ۲۲                    | مغلوب: ۵۷امین گشت بیرون دیوارها بخش ۶                  | ماکوتو بسشو، شینپای ازاکی                                     | نوبورو تاکاگی   | سپتامبر ۸، ۲۰۱۳        |
| ۲۳             | ۲۳                    | لبخند: حمله به بخش «استوهس» بخش ۱                      | هیروکازو یامادا                                               | هیروشی سکو      | سپتامبر ۱۵، ۲۰۱۳       |
| ۲۴             | ۲۴                    | ترحم: حمله به بخش «استوهس» بخش ۲                       | آکیتوشی یوکویاما، هیرویوکی تاناکا                             | یاسوکو کوبایاشی | سپتامبر ۲۲، ۲۰۱۳       |
| ۲۵             | ۲۵                    | دیوار: حمله به بخش «استوهس» بخش ۳                      | دایسوکه توکودو، ماساشی کوییزوکا، شینتارو ایتوگا، تتسورو آراکی | یاسوکو کوبایاشی | سپتامبر ۲۹، ۲۰۱۳       |

### فصل دوم
پخش فصل دوم این انیمه به پایان رسیده‌است.

### فصل سوم
پخش فصل سوم این انیمه در ماه ژوئن ۲۰۱۸ صورت گرفت؛ و همچنین ۵ قسمت اووی‌ای از آن منتشر شد که سرگذشت برخی از شخصیت‌ها را به نمایش می‌گذارد. علاوه بر آن attack on titan:lost girls هم منتشر شد که داستان «آنی» را در پایتخت تعریف می‌کند. همچنین نسخه‌های دیگری نیز از آن منتشر شد که شامل Picture Drama و Shingeki! Kyojin Chuugakkou می‌شود.
آهنگ ابتدایی آن با نام گورن نو یومیا (به ژاپنی: 紅蓮の弓矢، با معنی لغوی تیر و کمان قرمز) را سوند هوریزون و آهنگ پایانی آن با نام اوتسوکوشیکی زانکوکو نا ساکای (به ژاپنی: 美しき残酷な世界، با معنی این دنیای زیبای بی‌رحم) را یوکو هیکاسا خوانده‌است.

### فصل چهارم
فصل چهارم انیمه با نام «حمله به تایتان: فصل پایانی» منتشر شده‌است. در تاریخ ۶ دسامبر (برابر با ‎۱۶ آذر ۱۳۹۹) اولین قسمت از ۱۶ قسمت فصل پایانی پخش شد ابتدا قرار بود فصل نهایی در دو بخش پخش شود که بخش اول فصل چهارم در ۲۹ مارس ۲۰۲۱ (برابر با ۹ فرودین ۱۳۹۹) به پایان رسید. پخش بخش دوم این فصل از انیمه در ۱۹ دی ۱۴۰۰ (۹ ژانویه ۲۰۲۲) شروع شد.
پس از اتمام بخش دوم فصل چهارم این انیمه، بخش سوم آن در تاریخ ۳ مارس ۲۰۲۳ (برابر با ۱۲ اسفند ۱۴۰۱) شروع شد. این بخش شامل دو قسمت ۶۰ دقیقه ای است که قسمت اول آن در تاریخ ۳ مارس پخش شد. تاریخ پخش قسمت دوم این بخش به طور کامل مشخص نیست.

### جدول پخش
| فصل       | تعداد قسمت‌ها | تعداد قسمت‌ها | انتشارات اصلی                       | انتشارات اصلی                       |
| فصل       | تعداد قسمت‌ها | تعداد قسمت‌ها | اولین قسمت                          | آخرین قسمت                          |
| --------- | ------------ | ------------ | ----------------------------------- | ----------------------------------- |
| فصل اول   | ۲۵           | ۲۵           | ۷ آوریل ۲۰۱۳ برابر ۱۷ فروردین ۱۳۹۲  | ۲۹ سپتامبر ۲۰۱۳ برابر ۷ مهر ۱۳۹۲    |
| فصل دوم   | ۱۲           | ۱۲           | ۱ آوریل ۲۰۱۷ برابر ۱۲ فروردین ۱۳۹۶  | ۱۷ ژوئن ۲۰۱۷ برابر ۲۷ خرداد ۱۳۹۶    |
| فصل سوم   | پارت اول     | ۱۲           | ۲۳ ژوئیه ۲۰۱۸ برابر ۱ مرداد ۱۳۹۷    | ۱۵ اکتبر ۲۰۱۸ برابر ۲۳ مهر ۱۳۹۷     |
| فصل سوم   | پارت دوم     | ۱۰           | ۲۹ آوریل ۲۰۱۹ برابر ۹ اردیبهشت ۱۳۹۸ | ۱ ژوئیه ۲۰۱۹ برابر ۱۰ تیر ۱۳۹۸      |
| فصل چهارم | پارت اول     | ۱۶           | ۷ دسامبر ۲۰۲۰ برابر ۱۷ آذر ۱۳۹۹     | ۲۹ مارس ۲۰۲۱ برابر ۹ فروردین ۱۴۰۰   |
| فصل چهارم | پارت دوم     | ۱۲           | ۱۰ ژانویه ۲۰۲۲ برابر ۲۰ دی ۱۴۰۰     | ۴ آوریل ۲۰۲۲ برابر ۱۵ فروردین ۱۴۰۱  |
| فصل چهارم | پارت سوم     | ۱            | ۴ مارس ۲۰۲۳ برابر ۱۳ اسفند ۱۴۰۱     | ۴ مارس ۲۰۲۳ برابر ۱۳ اسفند ۱۴۰۱     |
| فصل چهارم | پارت چهارم   | ۱            | ۴ نوامبر ۲۰۲۳ برابر با ۱۳ آبان ۱۴۰۲ | ۴ نوامبر ۲۰۲۳ برابر با ۱۳ آبان ۱۴۰۲ |

## بازتاب‌ها

### فروش و جوایز
انیمه در کشور ژاپن با فروش ۵٫۱۱۹۰ نسخه برای ۲۵ قسمت فصل اول بسیار موفق ظاهر شد.
| Publication         | سال  | رکورد جهانی                                   |
| ------------------- | ---- | --------------------------------------------- |
| رکوردهای جهانی گینس | ۲۰۲۱ | محبوب‌ترین سریال انیمه‌ای جهان در سال ۲۰۲۱–۲۰۲۰ |

### توقیف در چین
در ۱۲ ژوئن سال ۲۰۱۵ وزارت فرهنگ چین حمله به تایتان را به همراه ۳۸ عنوان انیمه و مانگا دیگر (شامل دفتر مرگ، سورت آرت آنلاین، ارگو پراکسی و ..) که به نظر آنها شامل صحنه‌های خشونت‌آمیز، مستهجن، تروریسم و خلاف عفت عمومی بود را توقیف کرد.